# Feleacu
Feleacu – wieś w Rumunii, w okręgu Kluż, w gminie Feleacu. W 2011 roku liczyła 1827 mieszkańców.